# Le Mesnil-Simon (Eure-et-Loir)
Le Mesnil-Simon település Franciaországban, Eure-et-Loir megyében. Lakosainak száma 569 fő (2022. január 1.). Le Mesnil-Simon Gilles, Mondreville, Tilly és La Chaussée-d’Ivry községekkel határos.

## Népesség
A település népességének változása:
| Lakosok száma | 185  | 251  | 337  | 482  | 591  | 605  | 580  | 568  | 570  | 569  |
|               | 1968 | 1982 | 1990 | 2006 | 2013 | 2015 | 2017 | 2019 | 2020 | 2022 |